# Taraxacum brunneum
Taraxacum brunneum — вид квіткових рослин з родини айстрових (Asteraceae). Вид зростає в Європі: Австрія, Польща, Словаччина; це багаторічна рослина помірних біомів.